# Zákon podle § 129 ústavní listiny, jímž se stanoví zásady jazykového práva v republice Československé
Zákon podle § 129 ústavní listiny, jímž se stanoví zásady jazykového práva v republice Československé přijalo Národní shromáždění republiky Československé dne 29. února 1920. Zákon stanovil, že jazyk československý bude státním, oficiálním jazykem republiky. Podle tohoto zákona se užíváním státního jazyka rozumělo 
1. jeho použití pro úřadování všech soudů, úřadů, ústavů, podniků a orgánů republiky, pro jejich vyhlášky a zevní označení,
2. použití pro text bankovek a státovek,
3. používání jako velící jazyk v armádě.

K provedení ústavního jazykového zákona bylo vydáno vládní nařízení č. 17/1926 Sbírky zákonů a nařízení, které podrobněji upravovalo používání státního oficiálního jazyka.

## Obsah vládního nařízení
Díl první se týkal soudů, úřadů, ústavů, podniků a orgánů republiky a jednání před těmito orgány. Vládní nařízení stanovilo pravidla styku veřejnosti s těmito orgány, pokud se týká jazykové stránky. Upravoval se zde jazyk, používaný při zkouškách všeho druhu. Několik ustanovení bylo věnováno jazykovým menšinám, zejména právu těchto menšin používat ve vymezených případech menšinový jazyk.
Druhý díl vládního nařízení se týkal samosprávných úřadů, zastupitelských sborů a veřejných korporací.
Třetí díl upravoval otázky dohledu nad udržováním jazykových předpisů a pravidel, jak postupovat při sporech o užívání jazyka.
Čtvrtý díl obsahoval závěrečná ustanovení. Mimo jiné se tu uvádělo, že pro Podkarpatskou Rus platí ustanovení jazykového nařízení, pokud neupraví jazykovou otázku sněm pro Podkarpatskou Rus.
Jazyková ustanovení obsahovaly i další právní předpisy, např. vládní nařízení č. 229/1928 Sb. z. a n., kterým se upravovalo užívání jazyků pro zemská a okresní zastupitelstva a zemské a okresní výbory zřízené podle zákona ze 14. července 1927 č. 125 Sb. z. a n., o organizaci politické správy.